# 蔵王山 (広島県)
蔵王山（ざおうざん）は、広島県福山市中心部（千田町）にある標高226mの山。福山市内をカバーする各社の放送送信設備があり、南山腹は「蔵王憩いの森」として遊歩道が整備されている。

## 放送送信設備

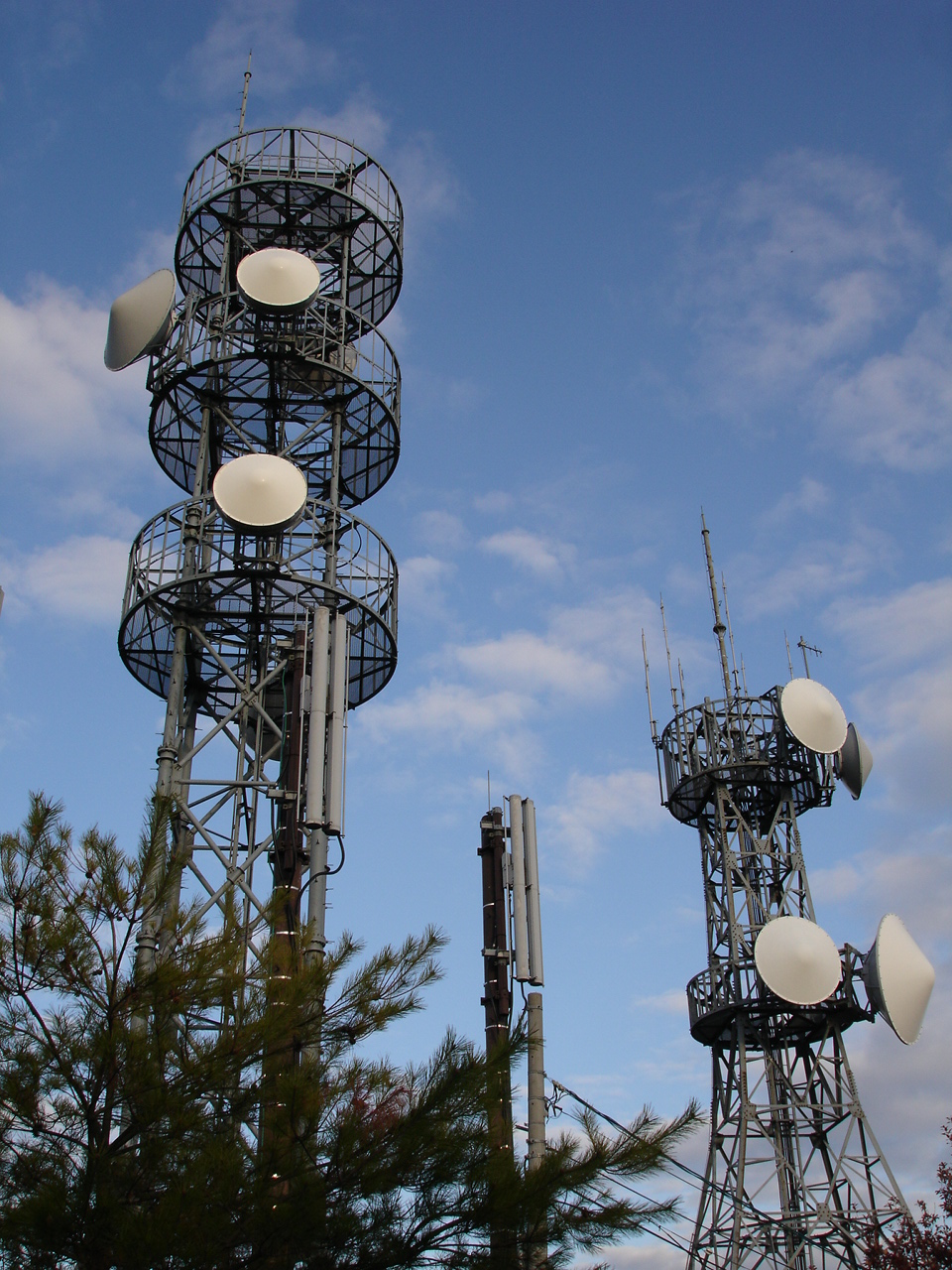
福山蔵王局
（福山無線中継局）

### FMラジオ放送
| 周波数 MHz | 放送局名             | 中継局名 | 空中線電力 | ERP  | 放送対象地域 | 放送区域内世帯数 | 開局年月日    |
| ---------- | -------------------- | -------- | ---------- | ---- | ------------ | ---------------- | ------------- |
| 82.1       | HFM 広島エフエム放送 | 福山     | 30W        | 120W | 広島県       | 約52,000世帯     | 1982年12月5日 |
| 85.7       | NHK 広島FM           | 福山南   | 30W        | 120W | 広島県       | 約52,000世帯     | 1970年2月28日 |
| 94.6       | RCC 中国放送         | 福山     | 100W       | 250W | 広島県       | 約130,000世帯    | 2016年10月1日 |

### 地上アナログテレビジョン放送
| ch                                                       | 放送局名              | 中継局名 | 空中線電力        | ERP                  | 放送対象地域 | 放送区域内世帯数 | 開局年月日    | 閉局年月日    |
| -------------------------------------------------------- | --------------------- | -------- | ----------------- | -------------------- | ------------ | ---------------- | ------------- | ------------- |
| 3                                                        | NHK 広島教育          | 福山蔵王 | 映像100W/ 音声25W | 映像630W/ 音声155W   | 全国         | 71,951世帯       | 1964年7月1日  | 2011年7月24日 |
| 5                                                        | NHK 広島総合          | 福山蔵王 | 映像100W/ 音声25W | 映像600W/ 音声150W   | 広島県       | 71,951世帯       | 1964年7月1日  | 2011年7月24日 |
| 7                                                        | RCC 中国放送          | 福山     | 映像100W/ 音声25W | 映像600W/ 音声150W   | 広島県       | 71,951世帯       | 1964年7月1日  | 2011年7月24日 |
| 11                                                       | HTV 広島テレビ放送    | 福山     | 映像100W/ 音声25W | 映像600W/ 音声150W   | 広島県       | 71,951世帯       | 1964年7月1日  | 2011年7月24日 |
| 54                                                       | TSS テレビ新広島      | 福山     | 映像300W/ 音声75W | 映像1.7kW/ 音声420W  | 広島県       | 71,951世帯       | 1975年10月1日 | 2011年7月24日 |
| 57                                                       | HOME 広島ホームテレビ | 福山     | 映像300W/ 音声75W | 映像1.65kW/ 音声410W | 広島県       | 71,951世帯       | 1970年12月1日 | 2011年7月24日 |
| 61                                                       | NHK 広島教育          | 福山東   | 映像10W/ 音声2.5W | 映像125W/ 音声31W    | 全国放送     | 約10,500世帯     | 1977年3月31日 | 2011年7月24日 |
| ※福山東中継局は季節混信対策局である。 ※VHF局のみ垂直偏波 |                       |          |                   |                      |              |                  |               |               |

### 備考
- NHKでは、尾道市の高見山にある備後地区基幹局を「福山局」と称しているため、当中継局のことを地上アナログテレビジョン放送では「福山蔵王局」と、FMラジオ放送では「福山南局」と称している。
- 地上デジタルテレビジョン放送福山局およびコミュニティFM局のエフエムふくやま本局は、アナログテレビ放送の福山西中継局がある彦山に設置されている。
- 3・5・11チャンネルは岡山県の金甲山送信所が、7チャンネルは尾道市の高見山が使用している。このため、垂直偏波による発信を行っているものの、時に混信が生じる。従い、視聴エリアは広くなく、良好に受信できるのは僅かな地域に限られる。よって、尾道市の備後地区基幹局の難視聴対策としての中継局の性格が強い。
- 上記のように混信がひどいからか、福山市内でもアナログテレビ放送も福山西中継局を受信している世帯が多かったりする。
- 当中継局の近くでも良好に受信できずに高見山局を受信している世帯もある。しかし、NHK教育テレビのチャンネルが当中継局の中国放送福山局と同じ7チャンネルであり混信障害が起きるため、福山東中継局を受信している。
- 2010年に入ると「高見山」と「彦山」の両方がカバーできない地域向けのデジタル中継局が当地に開設された[3]。詳細は福山南デジタル中継局を参照。